# Чара, Йимми
Йи́мми Хавье́р Чара́ Само́ра (исп. Yimmi Javier Chará Zamora; род. 2 апреля 1991, Кали, Колумбия) — колумбийский футболист, нападающий клуба «Атлетико Хуниор». Выступал за сборную Колумбии.
У Йимми два брата — Диего и Фелипе, которые также являются профессиональными футболистами.

## Клубная карьера
Чара — воспитанник клуба «Сентаурос Вильявисенсио». В 2010 году он перешёл в «Депортес Толима» где и началась его профессиональная карьера. 19 сентября в матче против «Америки» из родного Кали Йимми дебютировал за команду в Кубке Мустанга. 11 марта 2012 года в поединке против «Реал Картахена» Чара забил свой первый гол за «Депортес». В 2013 и 2014 года Йимми становился лучшим бомбардиром команды и помог ей завоевать Кубок Колумбии.
В начале 2015 года Чара перешёл в мексиканский «Монтеррей». 12 января в матче против «Леонес Негрос» он дебютировал в мексиканской Примере. 22 марта в поединке против «Леона» Йимми забил свой первый гол за команду.
Летом того же года Чара на правах аренды вернулся на родину, его новым клубом стал «Атлетико Насьональ». 12 июля в матче против «Агилас Перейра» он дебютировал за новую команду. 6 августа в поединке против «Депортиво Пасто» Йимми забил свой первый года за «Атлетико». В начале 2016 года он на правах аренды присоединился к «Дорадос де Синалоа». 17 января в матче против «Тихуаны» Чара дебютировал за новый клуб. 14 февраля в поединке против УНАМ Пумас Йимми забил свой первый гол за «Дорадос». После окончания аренды он вернулся в «Монтеррей».
Летом 2017 года Чара перешёл в «Атлетико Хуниор». 19 июля в матче против «Ла Экидад» он дебютировал за новую команду. В этом же поединке Йимми забил свой первый гол за «Атлетико Хуниор». В матчах Южноамериканского кубка против «Депортиво Кали» и парагвайского «Серро Портеньо» он отметился забитыми мячами. В том же году Йимми вместе с Айроном дель Валье, Кармело Валенсией и Дайро Морено стал лучшим бомбардиром чемпионата. В 2018 году в поединках Кубка Либертадорес против «Гуарани» и перуанского «Альянса Лима» Чара забил по голу.
12 июня 2018 года Чара перешёл в бразильский «Атлетико Минейро», подписав пятилетний контракт. Сумма трансфера составила 6 млн евро. 19 июля в матче против «Гремио» он дебютировал в бразильской Серии A. 22 июля в поединке против «Палмейрас» Йимми забил свой первый гол за «Атлетико Минейро».
2 января 2020 года Йимми перешёл в клуб MLS «Портленд Тимберс», где воссоединился со своим братом Диего, подписав контракт по правилу назначенного игрока. В главной лиге США он дебютировал 1 марта в матче стартового тура сезона 2020 против «Миннесоты Юнайтед». 16 сентября в матче против «Сан-Хосе Эртквейкс» он забил свой первый гол в MLS.
1 января 2024 года Чара вернулся в «Атлетико Хуниор».

## Международная карьера
11 октября 2014 года в товарищеском матче против сборной Сальвадора Чара дебютировал за сборной Колумбии, заменив во втором тайме Карлоса Карбонеро. 8 сентября 2018 года в поединке против сборной Венесуэлы Йимми забил свой первый гол за национальную команду.
Чара был включён в состав сборной на Кубок Америки 2021.

### Голы за сборную Колумбии
| №  | Дата            | Место                         | Противник | Счёт | Результат | Соревнование      |
| -- | --------------- | ----------------------------- | --------- | ---- | --------- | ----------------- |
| 1. | 8 сентября 2018 | Хард Рок-стэдиум, Майами, США | Венесуэла | 1:2  | 1:2       | Товарищеский матч |

## Достижения
Командные
 «Депортес Толима»
- Обладатель Кубка Колумбии: 2014

 «Атлетико Насьональ»
- Чемпион Колумбии:: финалисасьон 2015

 «Атлетико Хуниор»
- Обладатель Кубка Колумбии: 2017

 «Портленд Тимберс»
- Победитель Турнира MLS is Back (2020)

Индивидуальные
- Лучший бомбардир чемпионата Колумбии: финалисасьон 2017 (11 мячей)